# Gyrinidae
Super-famille
Famille
Les Gyrinidae (les gyrins (/ZiRe~/), parfois nommés tourniquets), sont une famille d'insectes de l'ordre des coléoptères (Coleoptera). Ils sont dulçaquicoles.

## Étymologie
Le terme de gyrin est un emprunt au latin gyrinus, terme qui désignait le « têtard » qui dérivait de gyrus.

Ce dernier terme est lui-même issu du grec ancien γυρι̃νος qui signifie cercle ou rond.
Ces insectes sont nommés ainsi car ils avancent souvent en suivant des trajectoires circulaires et/ou ils produisent des ondes circulaires à la surface de l'eau.

## Classification
Gyrinidae Latreille, 1810 (1.000 espèces)
- Fossiles
  -     -       - Genre Avitortor Ponomarenko, 1977
      - Genre Angarogyrus Ponomarenko, 1977 Enhydrini?
      - Genre Baissogyrus Ponomarenko, 1973 Enhydrini?
      - Genre Cretotortor Ponomarenko, 1973 Enhydrini?
      - Genre Mesodineutes Ponomarenko, 1977 Enhydrini?
      - Genre Mesogyrus Ponomarenko, 1973 Enhydrini?
      - Genre Miodineutes Hatch, 1927 Enhydrini?
      - Genre Protogyrinus Hatch, 1927
- Sous-famille des Gyrininae Latreille, 1810
  - Tribu Enhydrini Régimbart, 1882
    - Sous-tribu Dineutina Ochs, 1926
      - Genre Dineutus MacLeay, 1828
        - Sous-genre Callistodineutus Ochs, 1926
        - Sous-genre Cyclinus Kirby in Richardson, 1837
        - Sous-genre Cyclous Dejean, 1833
        - Sous-genre Dineutus MacLeay, 1828
        - Sous-genre Merodineutus Ochs, 1955
        - Sous-genre Paracyclous Ochs, 1926
        - Sous-genre Protodineutus Ochs, 1926
        - Sous-genre Rhombodineutus Ochs, 1926
        - Sous-genre Spinosodineutes Hatch, 1925

      - Genre Porrorhynchus Laporte de Castelnau, 1835
        - Sous-genre Ceylorhynchus Brinck
        - Sous-genre Porrorhynchus Laporte de Castelnau, 1835
        - Sous-genre Rhomborhynchus Ochs, 1926

    - Sous-tribu Enhydrina Régimbart, 1880
      - Genre Andogyrus Ochs, 1924
      - Genre Enhydrus Laporte de Castelnau, 1834
      - Genre Macrogyrus Régimbart, 1883
        - Sous-genre Australogyrus Ochs, 1949
        - Sous-genre Ballogyrus Ochs, 1949
        - Sous-genre Clarkogyrus Ochs, 1949
        - Sous-genre Cyclomimus Ochs, 1929
        - Sous-genre Macrogyrus Régimbart, 1883
        - Sous-genre Megalogyrus Ochs, 1949
        - Sous-genre Orectomimus Ochs, 1930
        - Sous-genre Proteogyrus Mouchamps, 1951
        - Sous-genre Stephanogyrus Ochs, 1955
        - Sous-genre Tribologyrus Ochs, 1949
        - Sous-genre Tribolomimus Ochs, 1949

  - Tribu Gyrinini Latreille, 1810
    - Sous-tribu Gyrinina Latreille, 1810
      - Genre Anagyrinus Handlirsch, 1906
      - Genre Aulonogyrus Motschulsky, 1853
        - Sous-genre Afrogyrus Brinck, 1955
        - Sous-genre Aulonogyrus Motschulsky, 1853
        - Sous-genre Lophogyrus Brinck, 1955
        - Sous-genre Paragyrus Brinck, 1955
        - Sous-genre Pterygyrus Brinck, 1955

      - Genre Gyrinoides Motschulsky, 1856
      - Genre Gyrinopsis Handlirsch, 1906
      - Genre Gyrinulopsis Handlirsch, 1906
      - Genre Gyrinus Müller, 1764
        - Sous-genre Gyrinidius Guignot, 1951
        - Sous-genre Gyrinulus Zaitsev, 1907
        - Sous-genre Gyrinus Müller, 1764
        - Sous-genre Neogyrinus Hatch, 1925
        - Sous-genre Oreogyrinus Ochs, 1935

      - Genre Metagyrinus Brinck, 1955

  - Tribu Heterogyrini Brinck, 1955
    -       - Genre Heterogyrus Legros, 1953

  - Tribu Orectochilini Régimbart, 1828
    -       - Genre Gyretes Brullé, 1835
      - Genre Orectochilus Dejean, 1833
        - Sous-genre Orectochilus Dejean, 1833
        - Sous-genre Patrus Aubé, 1836
        - Sous-genre Potamobius Stephens, 1829

      - Genre Orectogyrus Régimbart, 1884
        - Sous-genre Allogyrus Brinck, 1955
        - Sous-genre Amaurogyrus Guignot, 1955
        - Sous-genre Capogyrus Brinck, 1955
        - Sous-genre Chipogyrus Brinck, 1956
        - Sous-genre Clypeogyrus Guignot, 1952
        - Sous-genre Gonogyrellus Guignot, 1955
        - Sous-genre Isogyrus Brinck, 1955
        - Sous-genre Lobogyrus Brinck, 1955
        - Sous-genre Mandrogyrus Brinck, 1955
        - Sous-genre Meiogyrus Brinck, 1956
        - Sous-genre Miragyrus Brinck, 1956
        - Sous-genre Monogyrus Guignot, 1955
        - Sous-genre Nesogyrus Brinck, 1955
        - Sous-genre Ochsogyrus Brinck, 1956
        - Sous-genre Orectogyrus Régimbart, 1884
        - Sous-genre Oreogyrus Brinck, 1955
        - Sous-genre Rapogyrus Brinck, 1956
        - Sous-genre Stenogyrus Brinck, 1956
        - Sous-genre Trichogyrus Guignot, 1952
        - Sous-genre Vipogyrus Brinck, 1956
- Sous-famille Spanglerogyrinae Folkerts, 1979
  -     -       - Genre Spanglerogyrus Folkerts, 1979

## Galerie d'images

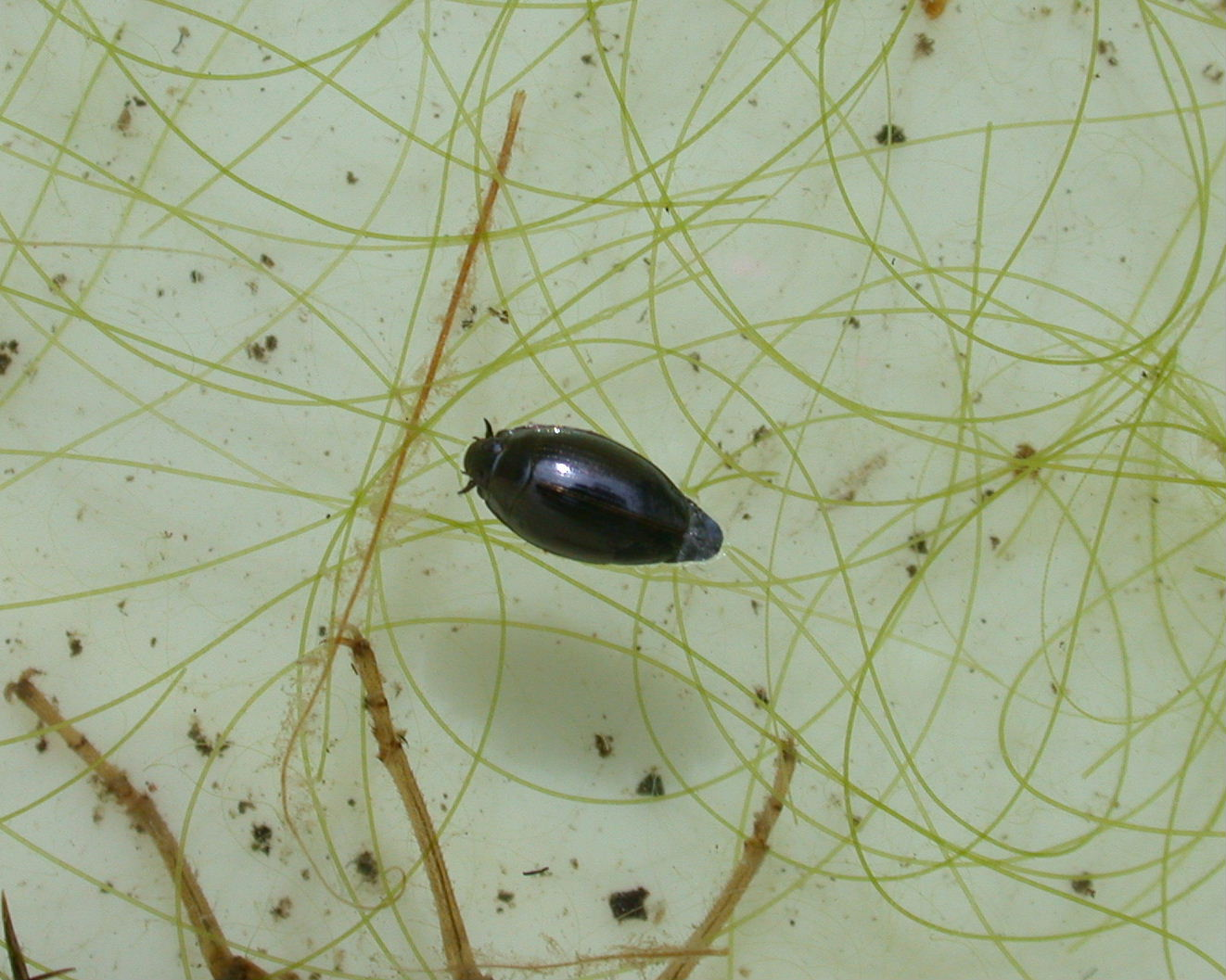
Gyrinus japonicus (mizusumasi en japonais)